# MUFON
La Mutual UFO Network (MUFON) è un'organizzazione che indaga su casi di avvistamenti OVNI (Oggetto Volante Non Identificato). È una delle più grandi organizzazioni investigative del fenomeno presenti negli Stati Uniti.
Originariamente venne creato con il nome di Midwest UFO Network con sede a Quincy nello Stato americano dell'Illinois, il 30 maggio 1969 da Walter H. Andrus, Utke Allen, John Schuessler ed altri. La maggior parte dei membri fondatori del MUFON erano in precedenza affiliati all'APRO.
Il maggior numero di membri dell'organizzazione si trova negli Stati Uniti continentali, pur contando in totale oltre 3.000 membri presenti in tutti gli Stati del mondo. Il MUFON gestisce una rete mondiale di direttori regionali pronti alle ricerche sul campo a seguito di segnalazione di avvistamenti UFO.
Ogni anno tiene un simposio internazionale e pubblica il mensile MUFON UFO Journal.
La missione dichiarata del MUFON è lo studio scientifico del fenomeno ufologico attraverso accurate indagini, ricerche e formazione. In collaborazione con la J. Allen Hynek Center for UFO Studies (CUFOS) e il Fondo per la Ricerca sugli OVNI (FUFOR), il MUFON è parte di una coalizione, uno sforzo collettivo e collaborativo il cui obiettivo è condividere risorse umane e ricerca al fine di finanziare e promuovere lo studio scientifico del fenomeno.

## Stati Uniti
Ohio
L'attuale MUFON in Ohio deriva dal precedente gruppo di ricerca, il MORA (MidOhio Associates) e continua ad essere diretto da William E. Jones, gruppo formato nel 1990. Nel 1998, il MORA venne incorporato e riorganizzato all'interno del MUFON assieme a tutti i suoi affiliati.
A partire dal 1973, fu nominato direttore della sezione Moyers Larry (di Akron (Ohio), con il supporto, per la zona sud ovest dello Stato, degli ufologi Leonard H. Stringfield, Kenny Young e Benny Donnie.
L'associazione, a partire dal luglio 1992 e fino al 2002, pubblicò 23 riviste tematiche: l'Ohio Notebook UFO. Per circa quattro, cinque volte, collabora alla pubblicazione di una rivista in comune con l'Ohio Newsletter. Dal 2002 viene pubblicata l'edizione Mutual UFO Network dell'Ohio Newsletter.
Florida
Direttore dello Stato: Bland Pugh; assistente e direttore della sezione Sud-Est dello Stato: Maria Margherita Zimmer; ricercatore capo e direttore della zona Centro: Denise Stoner; direttore della zona Nord-Ovest: Barbara De Lozier; direttore della zona Centro-Nord: Paul Carlson; direttore della zona Nord-Est: Bill Hammell; direttore della zona Centro-Ovest: Bonnie Korniak; direttore della zona Sud-Ovest: Morgan Beall.
Indiana
Attualmente diretto da Jerry Sievers L. da Vincennes, nell'Indiana.
Illinois
Attualmente diretto da Sam Maranto di Orland Park (Illinois).
Michigan
Attualmente diretto da Bill Konkolesky di Clawson (Michigan).
Arizona
Attualmente diretto da Jim Mann e Stacey Wright di Phoenix, in Arizona.
Tennessee
Attualmente diretto da Eddie Middleton e dal suo assistente Alyson Burgess di Memphis (Tennessee).

## MUFON: Direttori Internazionali
- 1969-1970: Allen Utke
- 1970-2000: Walter H. Andrus, Jr.
- 2000-2006: John F. Schuessler
- 2006-2010: James Carrion
- 2010-presente: Clifford Clift

## Nei media
Alcune indagini del MUFON sono state presentate nel documentario televisivo UFO sulla terra debuttando su Discovery Channel nel 2008 e in replica nel 2011 su Discovery Investigation.